# Rogers (Teksas)
Rogers – miasto w Stanach Zjednoczonych, w stanie Teksas, w hrabstwie Bell.